# NGC 500
NGC 500 je galaksija u zviježđu Ribe.

## Vanjske poveznice
- SEDS: NGC 500